# Rudolf Prack
Rudolf Amon Prack, född 2 augusti 1908 i Wien, död där 3 december 1981, var en österrikisk skådespelare. 
Prack började skådespela under 1930-talet, men nådde sin största popularitet under sent 1940-tal och 1950-tal, då han gjorde många huvudroller i tyskspråkiga filmer, ofta i lättsammare "heimatfilm" eller musikfilmer med Sonja Ziemann eller Winnie Markus som motspelare.

## Filmografi i urval
- 1937 – En flicka till sjöss
- 1939 – Wienerbarn
- 1940 – Två människor
- 1942 – Den gyllene staden
- 1948 – Dansens drottning
- 1950 – Schwarzwaldmädel
- 1954 – Vår i Wien
- 1955 – Bal på Savoy
- 1955 – Wien dansar och ler
- 1957 – Bravo Caterina
- 1959 – Du är underbar
- 1974 – Karl May